# Liga Nacional de Futsal de 2016
A Liga Nacional de Futsal de 2016 foi a 21ª edição da competição, que é a principal entre clubes do futsal profissional brasileiro, desde sua criação em 1996. A tabela foi anunciada em  19 de fevereiro de 2016, sendo que a temporada iniciou-se em 14 de abril de 2016, e terminou em 12 de dezembro de 2016.
A ACBF de Carlos Barbosa entrou na temporada como campeã de 2015, já o Marreco de Francisco Beltrão foi o estrante em 2016.

## Fórmula de Disputa

### Primeira Fase
Na Primeira Fase da LNF 2016, os clubes jogam entre si em turno único. Os 16 melhores classificam-se direto para as oitavas de final, a fase de mata-mata do torneio.

### Segunda Fase

#### Oitavas de Final
Os 16 clubes classificados, iniciam as oitavas de final em formato de mata-mata em duas partidas, em caso de vitórias alternadas ou dois empates, a decisão irá para a prorrogação e pênaltis.

#### Quartas de Final
Restando 8 clubes classificados, iniciam-se as quartas de final, em duas partidas eliminatórias, em caso de vitórias alternadas ou dois empates, a decisão irá para a prorrogação e pênaltis.

#### Semifinal
Os 4 semifinalistas, jogam em duas partidas eliminatórias para definir os finalistas da temporada, em caso de vitórias alternadas ou dois empates, a decisão irá para a prorrogação e pênaltis.

#### Final
Os dois finalistas, jogam em duas partidas eliminatórias para definir o grande campeão da temporada 2016 da LNF, em caso de vitórias alternadas ou dois empates, a decisão irá para a prorrogação e pênaltis.

## Participantes
Um total de 19 franquias disputam a Liga Nacional de Futsal na temporada 2016, 18 delas são remanescentes da temporada 2015, havendo apenas um estreante o paranaense Marreco de Francisco Beltrão.
| Equipe         | Cidade                  | Estado | Em 2015 | Ginásio (mando)             | Capacidade | Títulos                           |
| -------------- | ----------------------- | ------ | ------- | --------------------------- | ---------- | --------------------------------- |
| Alaf           | Lajeado                 | RS     | 10º     | Univates                    | 4 000      | 0 (não possui)                    |
| Assoeva        | Venâncio Aires          | RS     | 7º      | Parque do Chimarrão         | 5 000      | 0 (não possui)                    |
| Atlântico      | Erechim                 | RS     | 18º     | Ginásio do CER Atlântico    | 3 500      | 0 (não possui)                    |
| Carlos Barbosa | Carlos Barbosa          | RS     | 1º      | Sérgio Luiz Guerra          | 5 000      | 5 (2001, 2004, 2006, 2009 e 2015) |
| Cascavel       | Cascavel                | PR     | 17º     | Neva                        | 1 200      | 0 (não possui)                    |
| Concórdia      | Concórdia               | SC     | 9º      | Centro de Eventos Concórdia | 2 800      | 0 (não possui)                    |
| Copagril       | Marechal Cândido Rondon | PR     | 15º     | Ney Braga                   | 5 200      | 0 (não possui)                    |
| Corinthians    | São Paulo               | SP     | 3º      | Parque São Jorge            | 6 834      | 1 (2016)                          |
| Floripa        | Florianópolis           | SC     | 12º     | Rozendo Lima Vasconcelos    | 1 800      | 0 (não possui)                    |
| Guarapuava     | Guarapuava              | PR     | 11º     | Joaquim Prestes             | 2 200      | 0 (não possui)                    |
| Intelli        | Orlândia                | SP     | 2º      | Maurício Leite de Moraes    | 800        | 2 (2012, 2013)                    |
| Jaraguá        | Jaraguá do Sul          | SC     | 5º      | Arena Jaraguá               | 8 500      | 4 (2005, 2007, 2008, 2010)        |
| Joinville      | Joinville               | SC     | 6º      | Centreventos Cau Hansen     | 4 000      | 0 (não possui)                    |
| Magnus         | Sorocaba                | SP     | 4º      | Arena Sorocaba              | 4 000      | 1 (2014)                          |
| Marreco        | Francisco Beltrão       | PR     | N/A     | Arrudão                     | 2 600      | 0 (não possui)                    |
| Minas          | Belo Horizonte          | MG     | 19º     | Arena Vivo                  | 3 600      | 0 (não possui)                    |
| São José       | São José dos Campos     | SP     | 13º     | Tênis Clube                 | 2 500      | 0 (não possui)                    |
| Tubarão        | Tubarão                 | SC     | 20º     | Salgadão                    | 600        | 0 (não possui)                    |
| Umuarama       | Umuarama                | PR     | 14º     | Amário Vieira da Costa      | 3 600      | 0 (não possui)                    |

## Ginásios
| ALAF | Assoeva | Atlântico | Carlos Barbosa | Cascavel | Concórdia                   |
| Univates | Parque do Chimarrão | Ginásio do CER Atlântico | Sérgio Luiz Guerra | Neva | Centro de Eventos Concórdia |
| Capacidade: 4 000 | Capacidade: 5 000 | Capacidade: 3 500 | Capacidade: 5 000 | Capacidade: 1 200 | Capacidade: 2 800           |
| | | | | |                             |
| Copagril | \| ALAF Assoeva Atlântico Carlos Barbosa Cascavel Concórdia Copagril Corinthians Floripa Guarapuava Intelli Jaraguá Joinville Magnus Marreco Minas São José Tubarão UmuaramaLocalização das equipes participantes da LNF 2016. \| | \| ALAF Assoeva Atlântico Carlos Barbosa Cascavel Concórdia Copagril Corinthians Floripa Guarapuava Intelli Jaraguá Joinville Magnus Marreco Minas São José Tubarão UmuaramaLocalização das equipes participantes da LNF 2016. \| | \| ALAF Assoeva Atlântico Carlos Barbosa Cascavel Concórdia Copagril Corinthians Floripa Guarapuava Intelli Jaraguá Joinville Magnus Marreco Minas São José Tubarão UmuaramaLocalização das equipes participantes da LNF 2016. \| | \| ALAF Assoeva Atlântico Carlos Barbosa Cascavel Concórdia Copagril Corinthians Floripa Guarapuava Intelli Jaraguá Joinville Magnus Marreco Minas São José Tubarão UmuaramaLocalização das equipes participantes da LNF 2016. \| | Corinthians                 |
| Ney Braga | \| ALAF Assoeva Atlântico Carlos Barbosa Cascavel Concórdia Copagril Corinthians Floripa Guarapuava Intelli Jaraguá Joinville Magnus Marreco Minas São José Tubarão UmuaramaLocalização das equipes participantes da LNF 2016. \| | \| ALAF Assoeva Atlântico Carlos Barbosa Cascavel Concórdia Copagril Corinthians Floripa Guarapuava Intelli Jaraguá Joinville Magnus Marreco Minas São José Tubarão UmuaramaLocalização das equipes participantes da LNF 2016. \| | \| ALAF Assoeva Atlântico Carlos Barbosa Cascavel Concórdia Copagril Corinthians Floripa Guarapuava Intelli Jaraguá Joinville Magnus Marreco Minas São José Tubarão UmuaramaLocalização das equipes participantes da LNF 2016. \| | \| ALAF Assoeva Atlântico Carlos Barbosa Cascavel Concórdia Copagril Corinthians Floripa Guarapuava Intelli Jaraguá Joinville Magnus Marreco Minas São José Tubarão UmuaramaLocalização das equipes participantes da LNF 2016. \| | Parque São Jorge            |
| Capacidade: 5 200 | \| ALAF Assoeva Atlântico Carlos Barbosa Cascavel Concórdia Copagril Corinthians Floripa Guarapuava Intelli Jaraguá Joinville Magnus Marreco Minas São José Tubarão UmuaramaLocalização das equipes participantes da LNF 2016. \| | \| ALAF Assoeva Atlântico Carlos Barbosa Cascavel Concórdia Copagril Corinthians Floripa Guarapuava Intelli Jaraguá Joinville Magnus Marreco Minas São José Tubarão UmuaramaLocalização das equipes participantes da LNF 2016. \| | \| ALAF Assoeva Atlântico Carlos Barbosa Cascavel Concórdia Copagril Corinthians Floripa Guarapuava Intelli Jaraguá Joinville Magnus Marreco Minas São José Tubarão UmuaramaLocalização das equipes participantes da LNF 2016. \| | \| ALAF Assoeva Atlântico Carlos Barbosa Cascavel Concórdia Copagril Corinthians Floripa Guarapuava Intelli Jaraguá Joinville Magnus Marreco Minas São José Tubarão UmuaramaLocalização das equipes participantes da LNF 2016. \| | Capacidade: 6 834           |
| | \| ALAF Assoeva Atlântico Carlos Barbosa Cascavel Concórdia Copagril Corinthians Floripa Guarapuava Intelli Jaraguá Joinville Magnus Marreco Minas São José Tubarão UmuaramaLocalização das equipes participantes da LNF 2016. \| | \| ALAF Assoeva Atlântico Carlos Barbosa Cascavel Concórdia Copagril Corinthians Floripa Guarapuava Intelli Jaraguá Joinville Magnus Marreco Minas São José Tubarão UmuaramaLocalização das equipes participantes da LNF 2016. \| | \| ALAF Assoeva Atlântico Carlos Barbosa Cascavel Concórdia Copagril Corinthians Floripa Guarapuava Intelli Jaraguá Joinville Magnus Marreco Minas São José Tubarão UmuaramaLocalização das equipes participantes da LNF 2016. \| | \| ALAF Assoeva Atlântico Carlos Barbosa Cascavel Concórdia Copagril Corinthians Floripa Guarapuava Intelli Jaraguá Joinville Magnus Marreco Minas São José Tubarão UmuaramaLocalização das equipes participantes da LNF 2016. \| |                             |
| Floripa | \| ALAF Assoeva Atlântico Carlos Barbosa Cascavel Concórdia Copagril Corinthians Floripa Guarapuava Intelli Jaraguá Joinville Magnus Marreco Minas São José Tubarão UmuaramaLocalização das equipes participantes da LNF 2016. \| | \| ALAF Assoeva Atlântico Carlos Barbosa Cascavel Concórdia Copagril Corinthians Floripa Guarapuava Intelli Jaraguá Joinville Magnus Marreco Minas São José Tubarão UmuaramaLocalização das equipes participantes da LNF 2016. \| | \| ALAF Assoeva Atlântico Carlos Barbosa Cascavel Concórdia Copagril Corinthians Floripa Guarapuava Intelli Jaraguá Joinville Magnus Marreco Minas São José Tubarão UmuaramaLocalização das equipes participantes da LNF 2016. \| | \| ALAF Assoeva Atlântico Carlos Barbosa Cascavel Concórdia Copagril Corinthians Floripa Guarapuava Intelli Jaraguá Joinville Magnus Marreco Minas São José Tubarão UmuaramaLocalização das equipes participantes da LNF 2016. \| | Guarapuava                  |
| Rozendo Lima Vasconcelos | \| ALAF Assoeva Atlântico Carlos Barbosa Cascavel Concórdia Copagril Corinthians Floripa Guarapuava Intelli Jaraguá Joinville Magnus Marreco Minas São José Tubarão UmuaramaLocalização das equipes participantes da LNF 2016. \| | \| ALAF Assoeva Atlântico Carlos Barbosa Cascavel Concórdia Copagril Corinthians Floripa Guarapuava Intelli Jaraguá Joinville Magnus Marreco Minas São José Tubarão UmuaramaLocalização das equipes participantes da LNF 2016. \| | \| ALAF Assoeva Atlântico Carlos Barbosa Cascavel Concórdia Copagril Corinthians Floripa Guarapuava Intelli Jaraguá Joinville Magnus Marreco Minas São José Tubarão UmuaramaLocalização das equipes participantes da LNF 2016. \| | \| ALAF Assoeva Atlântico Carlos Barbosa Cascavel Concórdia Copagril Corinthians Floripa Guarapuava Intelli Jaraguá Joinville Magnus Marreco Minas São José Tubarão UmuaramaLocalização das equipes participantes da LNF 2016. \| | Joaquim Prestes             |
| Capacidade: 1 800 | \| ALAF Assoeva Atlântico Carlos Barbosa Cascavel Concórdia Copagril Corinthians Floripa Guarapuava Intelli Jaraguá Joinville Magnus Marreco Minas São José Tubarão UmuaramaLocalização das equipes participantes da LNF 2016. \| | \| ALAF Assoeva Atlântico Carlos Barbosa Cascavel Concórdia Copagril Corinthians Floripa Guarapuava Intelli Jaraguá Joinville Magnus Marreco Minas São José Tubarão UmuaramaLocalização das equipes participantes da LNF 2016. \| | \| ALAF Assoeva Atlântico Carlos Barbosa Cascavel Concórdia Copagril Corinthians Floripa Guarapuava Intelli Jaraguá Joinville Magnus Marreco Minas São José Tubarão UmuaramaLocalização das equipes participantes da LNF 2016. \| | \| ALAF Assoeva Atlântico Carlos Barbosa Cascavel Concórdia Copagril Corinthians Floripa Guarapuava Intelli Jaraguá Joinville Magnus Marreco Minas São José Tubarão UmuaramaLocalização das equipes participantes da LNF 2016. \| | Capacidade: 2 200           |
| | \| ALAF Assoeva Atlântico Carlos Barbosa Cascavel Concórdia Copagril Corinthians Floripa Guarapuava Intelli Jaraguá Joinville Magnus Marreco Minas São José Tubarão UmuaramaLocalização das equipes participantes da LNF 2016. \| | \| ALAF Assoeva Atlântico Carlos Barbosa Cascavel Concórdia Copagril Corinthians Floripa Guarapuava Intelli Jaraguá Joinville Magnus Marreco Minas São José Tubarão UmuaramaLocalização das equipes participantes da LNF 2016. \| | \| ALAF Assoeva Atlântico Carlos Barbosa Cascavel Concórdia Copagril Corinthians Floripa Guarapuava Intelli Jaraguá Joinville Magnus Marreco Minas São José Tubarão UmuaramaLocalização das equipes participantes da LNF 2016. \| | \| ALAF Assoeva Atlântico Carlos Barbosa Cascavel Concórdia Copagril Corinthians Floripa Guarapuava Intelli Jaraguá Joinville Magnus Marreco Minas São José Tubarão UmuaramaLocalização das equipes participantes da LNF 2016. \| |                             |
| Intelli | \| ALAF Assoeva Atlântico Carlos Barbosa Cascavel Concórdia Copagril Corinthians Floripa Guarapuava Intelli Jaraguá Joinville Magnus Marreco Minas São José Tubarão UmuaramaLocalização das equipes participantes da LNF 2016. \| | \| ALAF Assoeva Atlântico Carlos Barbosa Cascavel Concórdia Copagril Corinthians Floripa Guarapuava Intelli Jaraguá Joinville Magnus Marreco Minas São José Tubarão UmuaramaLocalização das equipes participantes da LNF 2016. \| | \| ALAF Assoeva Atlântico Carlos Barbosa Cascavel Concórdia Copagril Corinthians Floripa Guarapuava Intelli Jaraguá Joinville Magnus Marreco Minas São José Tubarão UmuaramaLocalização das equipes participantes da LNF 2016. \| | \| ALAF Assoeva Atlântico Carlos Barbosa Cascavel Concórdia Copagril Corinthians Floripa Guarapuava Intelli Jaraguá Joinville Magnus Marreco Minas São José Tubarão UmuaramaLocalização das equipes participantes da LNF 2016. \| | Jaraguá                     |
| Maurício Leite de Moraes | \| ALAF Assoeva Atlântico Carlos Barbosa Cascavel Concórdia Copagril Corinthians Floripa Guarapuava Intelli Jaraguá Joinville Magnus Marreco Minas São José Tubarão UmuaramaLocalização das equipes participantes da LNF 2016. \| | \| ALAF Assoeva Atlântico Carlos Barbosa Cascavel Concórdia Copagril Corinthians Floripa Guarapuava Intelli Jaraguá Joinville Magnus Marreco Minas São José Tubarão UmuaramaLocalização das equipes participantes da LNF 2016. \| | \| ALAF Assoeva Atlântico Carlos Barbosa Cascavel Concórdia Copagril Corinthians Floripa Guarapuava Intelli Jaraguá Joinville Magnus Marreco Minas São José Tubarão UmuaramaLocalização das equipes participantes da LNF 2016. \| | \| ALAF Assoeva Atlântico Carlos Barbosa Cascavel Concórdia Copagril Corinthians Floripa Guarapuava Intelli Jaraguá Joinville Magnus Marreco Minas São José Tubarão UmuaramaLocalização das equipes participantes da LNF 2016. \| | Arena Jaraguá               |
| Capacidade: 800 | \| ALAF Assoeva Atlântico Carlos Barbosa Cascavel Concórdia Copagril Corinthians Floripa Guarapuava Intelli Jaraguá Joinville Magnus Marreco Minas São José Tubarão UmuaramaLocalização das equipes participantes da LNF 2016. \| | \| ALAF Assoeva Atlântico Carlos Barbosa Cascavel Concórdia Copagril Corinthians Floripa Guarapuava Intelli Jaraguá Joinville Magnus Marreco Minas São José Tubarão UmuaramaLocalização das equipes participantes da LNF 2016. \| | \| ALAF Assoeva Atlântico Carlos Barbosa Cascavel Concórdia Copagril Corinthians Floripa Guarapuava Intelli Jaraguá Joinville Magnus Marreco Minas São José Tubarão UmuaramaLocalização das equipes participantes da LNF 2016. \| | \| ALAF Assoeva Atlântico Carlos Barbosa Cascavel Concórdia Copagril Corinthians Floripa Guarapuava Intelli Jaraguá Joinville Magnus Marreco Minas São José Tubarão UmuaramaLocalização das equipes participantes da LNF 2016. \| | Capacidade: 8 500           |
| | \| ALAF Assoeva Atlântico Carlos Barbosa Cascavel Concórdia Copagril Corinthians Floripa Guarapuava Intelli Jaraguá Joinville Magnus Marreco Minas São José Tubarão UmuaramaLocalização das equipes participantes da LNF 2016. \| | \| ALAF Assoeva Atlântico Carlos Barbosa Cascavel Concórdia Copagril Corinthians Floripa Guarapuava Intelli Jaraguá Joinville Magnus Marreco Minas São José Tubarão UmuaramaLocalização das equipes participantes da LNF 2016. \| | \| ALAF Assoeva Atlântico Carlos Barbosa Cascavel Concórdia Copagril Corinthians Floripa Guarapuava Intelli Jaraguá Joinville Magnus Marreco Minas São José Tubarão UmuaramaLocalização das equipes participantes da LNF 2016. \| | \| ALAF Assoeva Atlântico Carlos Barbosa Cascavel Concórdia Copagril Corinthians Floripa Guarapuava Intelli Jaraguá Joinville Magnus Marreco Minas São José Tubarão UmuaramaLocalização das equipes participantes da LNF 2016. \| |                             |
| Joinville | \| ALAF Assoeva Atlântico Carlos Barbosa Cascavel Concórdia Copagril Corinthians Floripa Guarapuava Intelli Jaraguá Joinville Magnus Marreco Minas São José Tubarão UmuaramaLocalização das equipes participantes da LNF 2016. \| | \| ALAF Assoeva Atlântico Carlos Barbosa Cascavel Concórdia Copagril Corinthians Floripa Guarapuava Intelli Jaraguá Joinville Magnus Marreco Minas São José Tubarão UmuaramaLocalização das equipes participantes da LNF 2016. \| | \| ALAF Assoeva Atlântico Carlos Barbosa Cascavel Concórdia Copagril Corinthians Floripa Guarapuava Intelli Jaraguá Joinville Magnus Marreco Minas São José Tubarão UmuaramaLocalização das equipes participantes da LNF 2016. \| | \| ALAF Assoeva Atlântico Carlos Barbosa Cascavel Concórdia Copagril Corinthians Floripa Guarapuava Intelli Jaraguá Joinville Magnus Marreco Minas São José Tubarão UmuaramaLocalização das equipes participantes da LNF 2016. \| | Magnus                      |
| Centreventos Cau Hansen | \| ALAF Assoeva Atlântico Carlos Barbosa Cascavel Concórdia Copagril Corinthians Floripa Guarapuava Intelli Jaraguá Joinville Magnus Marreco Minas São José Tubarão UmuaramaLocalização das equipes participantes da LNF 2016. \| | \| ALAF Assoeva Atlântico Carlos Barbosa Cascavel Concórdia Copagril Corinthians Floripa Guarapuava Intelli Jaraguá Joinville Magnus Marreco Minas São José Tubarão UmuaramaLocalização das equipes participantes da LNF 2016. \| | \| ALAF Assoeva Atlântico Carlos Barbosa Cascavel Concórdia Copagril Corinthians Floripa Guarapuava Intelli Jaraguá Joinville Magnus Marreco Minas São José Tubarão UmuaramaLocalização das equipes participantes da LNF 2016. \| | \| ALAF Assoeva Atlântico Carlos Barbosa Cascavel Concórdia Copagril Corinthians Floripa Guarapuava Intelli Jaraguá Joinville Magnus Marreco Minas São José Tubarão UmuaramaLocalização das equipes participantes da LNF 2016. \| | Arena Sorocaba              |
| Capacidade: 4 000 | \| ALAF Assoeva Atlântico Carlos Barbosa Cascavel Concórdia Copagril Corinthians Floripa Guarapuava Intelli Jaraguá Joinville Magnus Marreco Minas São José Tubarão UmuaramaLocalização das equipes participantes da LNF 2016. \| | \| ALAF Assoeva Atlântico Carlos Barbosa Cascavel Concórdia Copagril Corinthians Floripa Guarapuava Intelli Jaraguá Joinville Magnus Marreco Minas São José Tubarão UmuaramaLocalização das equipes participantes da LNF 2016. \| | \| ALAF Assoeva Atlântico Carlos Barbosa Cascavel Concórdia Copagril Corinthians Floripa Guarapuava Intelli Jaraguá Joinville Magnus Marreco Minas São José Tubarão UmuaramaLocalização das equipes participantes da LNF 2016. \| | \| ALAF Assoeva Atlântico Carlos Barbosa Cascavel Concórdia Copagril Corinthians Floripa Guarapuava Intelli Jaraguá Joinville Magnus Marreco Minas São José Tubarão UmuaramaLocalização das equipes participantes da LNF 2016. \| | Capacidade: 4 000           |
| | \| ALAF Assoeva Atlântico Carlos Barbosa Cascavel Concórdia Copagril Corinthians Floripa Guarapuava Intelli Jaraguá Joinville Magnus Marreco Minas São José Tubarão UmuaramaLocalização das equipes participantes da LNF 2016. \| | \| ALAF Assoeva Atlântico Carlos Barbosa Cascavel Concórdia Copagril Corinthians Floripa Guarapuava Intelli Jaraguá Joinville Magnus Marreco Minas São José Tubarão UmuaramaLocalização das equipes participantes da LNF 2016. \| | \| ALAF Assoeva Atlântico Carlos Barbosa Cascavel Concórdia Copagril Corinthians Floripa Guarapuava Intelli Jaraguá Joinville Magnus Marreco Minas São José Tubarão UmuaramaLocalização das equipes participantes da LNF 2016. \| | \| ALAF Assoeva Atlântico Carlos Barbosa Cascavel Concórdia Copagril Corinthians Floripa Guarapuava Intelli Jaraguá Joinville Magnus Marreco Minas São José Tubarão UmuaramaLocalização das equipes participantes da LNF 2016. \| |                             |
| Marreco | Minas | São José | São José | Tubarão | Umuarama                    |
| Arrudão | Arena Vivo | Tênis Clube | Tênis Clube | Salgadão | Amário Vieira da Costa      |
| Capacidade: 2 600 | Capacidade: 3 600 | Capacidade: 2 500 | Capacidade: 2 500 | Capacidade: 600 | Capacidade: 3 600           |
| | | | | |                             |
| ALAF Assoeva Atlântico Carlos Barbosa Cascavel Concórdia Copagril Corinthians Floripa Guarapuava Intelli Jaraguá Joinville Magnus Marreco Minas São José Tubarão UmuaramaLocalização das equipes participantes da LNF 2016. | | | | |                             |

## Primeira Fase

### Classificação
Atualizado em 5 de setembro de 2016.
|  | Classificados para às Oitavas de Final |
|  | Eliminados                             |

| Pos | Times          | Pts | J  | V  | E  | D  | GP | GC | SG  | Cartões amarelos | Cartões vermelhos | %     |
| --- | -------------- | --- | -- | -- | -- | -- | -- | -- | --- | ---------------- | ----------------- | ----- |
| 1   | Intelli        | 37  | 18 | 11 | 4  | 3  | 63 | 34 | 29  | 30               | 0                 | 68,51 |
| 2   | Copagril       | 36  | 18 | 10 | 6  | 2  | 55 | 39 | 16  | 31               | 5                 | 66,66 |
| 3   | Atlântico      | 35  | 18 | 11 | 2  | 5  | 56 | 36 | 20  | 44               | 1                 | 64,81 |
| 4   | Joinville      | 35  | 18 | 10 | 5  | 3  | 53 | 33 | 15  | 31               | 0                 | 64,81 |
| 5   | Corinthians    | 33  | 18 | 10 | 3  | 5  | 52 | 36 | 16  | 30               | 1                 | 61,11 |
| 6   | Carlos Barbosa | 31  | 18 | 9  | 4  | 5  | 53 | 40 | 13  | 31               | 2                 | 57,4  |
| 7   | Jaraguá        | 30  | 18 | 9  | 3  | 6  | 44 | 45 | -1  | 38               | 1                 | 55,55 |
| 8   | Assoeva        | 28  | 18 | 8  | 4  | 6  | 44 | 38 | 6   | 35               | 0                 | 51,85 |
| 9   | Concórdia      | 25  | 18 | 6  | 7  | 5  | 45 | 36 | 9   | 25               | 1                 | 46,29 |
| 10  | Magnus         | 22  | 18 | 6  | 5  | 7  | 57 | 61 | -4  | 24               | 1                 | 40,74 |
| 11  | Floripa        | 22  | 18 | 6  | 4  | 8  | 38 | 45 | -7  | 41               | 1                 | 40,74 |
| 12  | Umuarama       | 21  | 18 | 5  | 6  | 7  | 39 | 37 | 2   | 36               | 1                 | 38,88 |
| 13  | São José       | 20  | 18 | 5  | 5  | 8  | 33 | 37 | -4  | 28               | 2                 | 37,03 |
| 14  | Marreco        | 19  | 18 | 3  | 10 | 4  | 26 | 42 | -16 | 43               | 0                 | 35,18 |
| 15  | Guarapuava     | 18  | 18 | 4  | 6  | 8  | 44 | 52 | -8  | 37               | 1                 | 33,33 |
| 16  | Minas          | 17  | 18 | 3  | 7  | 8  | 38 | 47 | -9  | 27               | 0                 | 31,48 |
| 17  | Cascavel       | 14  | 18 | 4  | 3  | 11 | 30 | 45 | -15 | 36               | 2                 | 25,92 |
| 18  | ALAF           | 12  | 18 | 1  | 8  | 9  | 33 | 51 | -18 | 30               | 1                 | 22,22 |
| 19  | Tubarão        | 11  | 18 | 3  | 2  | 13 | 35 | 84 | -44 | 35               | 1                 | 20,37 |

### Confrontos
Atualizado em 17 de maio de 2016.
|                | ALA  | ASS  | ATL  | CBA  | CAS  | CON  | COP  | COR  | FLO  | GUA  | INT  | JAR  | JOI  | MAG  | MAR  | MIN  | SJO  | TUB  | UMU  |
| -------------- | ---- | ---- | ---- | ---- | ---- | ---- | ---- | ---- | ---- | ---- | ---- | ---- | ---- | ---- | ---- | ---- | ---- | ---- | ---- |
| Alaf           | —    | 1-1  | -    | 3-3  | 1-1  | -    | 2-2  | -    | 4-4  | 2–4  | -    | 3-3  | 1-1  | -    | 1-1  | -    | -    | -    | 2-1  |
| Assoeva        | -    | —    | -    | -    | R-17 | -    | 3-1  | -    | R-13 | R-11 | -    | R-6  | R-8  | -    | R-9  | -    | -    | 10-0 | R-19 |
| Atlântico      | 2-1  | R-7  | —    | R-18 | 5-2  | R-17 | R-10 | -    | -    | R-13 | 5-5  | -    | -    | -    | -    | R-11 | -    | R-15 | -    |
| Carlos Barbosa | -    | R-16 | -    | —    | R-12 | -    | -    | R-11 | R-19 | R-8  | -    | -    | -    | R-9  | 2-2  | -    | 3-1  | -    | -    |
| Cascavel       | -    | -    | -    | -    | —    | -    | R-8  | R-19 | -    | R-15 | R-18 | -    | 4-2  | R-13 | -    | 2-3  | R-6  | -    | R-10 |
| Concórdia      | R-13 | 2-2  | -    | R-15 | R-7  | —    | -    | -    | -    | 6-2  | R-12 | -    | -    | -    | -    | R-10 | -    | R-19 | 1-1  |
| Copagril       | -    | -    | -    | 3-2  | -    | R-9  | —    | 4-1  | -    | -    | R-7  | -    | -    | 3-3  |      | R-13 | R-19 | R-11 | R-14 |
| Corinthians    | R-18 | R-14 | 3-0  | -    | -    | R-6  | -    | —    | R-10 | -    | -    | R-8  | R-12 | -    | R-17 | -    | -    | -    | -    |
| Floripa        | -    | -    | 0–1  | -    | R-11 | 3-3  | R-6  | -    | —    | R-18 | R-9  | -    | -    | R-15 | R-8  | -    | -    | -    | R-17 |
| Guarapuava     | -    | -    | -    | -    | -    | -    | 5-7  | R-9  | -    | —    | R-16 | R-10 | -    | R-19 | -    | R-6  | R-14 |      | R-12 |
| Intelli        | R-19 | R-15 | -    | R-10 | -    | -    | -    | R-13 | -    | -    | —    | R-17 | R-6  | -    | 7-0  | -    | R-8  | 11-3 | -    |
| Jaraguá        | -    | -    | R-14 | 3-1  | 1-0  | R-18 | R-16 | -    | 5-2  | -    | -    | —    | -    | -    | R-11 | -    | -    | R-9  | R-7  |
| Joinville      | -    | -    | R-9  | 2-1  | -    | R-11 | R-18 | -    | R-7  | 3-2  | -    | R-15 | —    | -    | R-19 | -    | -    | R-16 | 3-0  |
| Magnus         | R-11 | R-12 | R-6  | -    | -    | 2-7  | -    | R-16 | -    | -    | R-14 | R-41 | R-17 | —    | -    | R-8  | -    | -    | -    |
| Marreco        | -    | -    | R-16 | -    | 0-0  | R-14 | R-12 | -    | -    | R-7  | -    | -    | -    | 5-3  | —    | R-18 | -    | -    | 1-1  |
| Minas          | 5-0  | 3-3  | -    | R-17 | -    | -    | -    | R-7  | R-16 | -    | 3-3  | R-19 | R-14 | -    | -    | —    | R-9  | R-12 | -    |
| São José       | R-7  | R-18 | R-12 | -    | -    | R-16 | -    | 2-1  | 2-4  | -    | -    | R-13 | R-10 | 3-2  | R-15 | -    | —    | -    | -    |
| Tubarão        | R-8  | -    | -    | R-7  | R-14 | -    | -    | 1–5  | 1–3  | 3-5  | -    | -    | -    | R-10 | R-13 | -    | R-17 | —    | -    |
| Umuarama       | -    | -    | R-8  | R-13 | -    | -    | -    | R-15 | -    | R-11 | -    | -    | -    | R-18 | -    | 6-5  | 3-3  | R-6  | —    |

| Vitória do mandante; Vitória do visitante; Empate. | Em vermelho os jogos da próxima rodada; Em negrito os jogos "clássicos". |

1 Jogo entre Magnus e Jaraguá válido pela 4ª rodada adiado para 11 de agosto

### Rodadas na liderança
Em negrito, os clubes que mais permaneceram na liderança.
| Rodadas | Rodadas | Rodadas | Rodadas | Rodadas | Rodadas | Rodadas | Rodadas | Rodadas | Rodadas | Rodadas | Rodadas | Rodadas | Rodadas | Rodadas | Rodadas | Rodadas | Rodadas | Rodadas |
| ------- | ------- | ------- | ------- | ------- | ------- | ------- | ------- | ------- | ------- | ------- | ------- | ------- | ------- | ------- | ------- | ------- | ------- | ------- |
| 1       | 2       | 3       | 4       | 5       | 6       | 7       | 8       | 9       | 10      | 11      | 12      | 13      | 14      | 15      | 16      | 17      | 18      | 19      |
| COR     | ATL     | CON     | CON     | JAR     | INT     | ATL     | JOI     | INT     | COP     | COP     | COP     | COP     | COP     | COP     | COP     | COP     | ATL     | INT     |

### Rodadas na lanterna
Em negrito, os clubes que mais permaneceram na lanterna.
| Rodadas | Rodadas | Rodadas | Rodadas | Rodadas | Rodadas | Rodadas | Rodadas | Rodadas | Rodadas | Rodadas | Rodadas | Rodadas | Rodadas | Rodadas | Rodadas | Rodadas | Rodadas | Rodadas |
| ------- | ------- | ------- | ------- | ------- | ------- | ------- | ------- | ------- | ------- | ------- | ------- | ------- | ------- | ------- | ------- | ------- | ------- | ------- |
| 1       | 2       | 3       | 4       | 5       | 6       | 7       | 8       | 9       | 10      | 11      | 12      | 13      | 14      | 15      | 16      | 17      | 18      | 19      |
| TUB     | TUB     | TUB     | TUB     | TUB     | LAJ     | LAJ     | LAJ     | TUB     | TUB     | TUB     | TUB     | TUB     | TUB     | TUB     | TUB     | TUB     | TUB     | TUB     |

## Segunda Fase
Em itálico, os times que possuem o mando de campo no primeiro jogo do confronto e em negrito os times classificados.
|  | Oitavas de final  | Oitavas de final  | Oitavas de final  | Oitavas de final  |                |             | Quartas de final           | Quartas de final           | Quartas de final           |  |          | Semifinais          | Semifinais          | Semifinais          |  |        | Final                       | Final                       | Final                       | Final                       | Final                       |
|  | 7 a 16 de outubro | 7 a 16 de outubro | 7 a 16 de outubro | 7 a 16 de outubro |                |             | 21 de out. a 7 de novembro | 21 de out. a 7 de novembro | 21 de out. a 7 de novembro |  |          | 13 a 22 de novembro | 13 a 22 de novembro | 13 a 22 de novembro |  |        | 28 de nov. a 12 de dezembro | 28 de nov. a 12 de dezembro | 28 de nov. a 12 de dezembro | 28 de nov. a 12 de dezembro | 28 de nov. a 12 de dezembro |
|  |                   |                   |                   |                   |                |             |                            |                            |                            |  |          |                     |                     |                     |  |        |                             |                             |                             |                             |                             |
|  | 2º                | Copagril          | 2                 | 2                 |                |             |                            |                            |                            |  |          |                     |                     |                     |  |        |                             |                             |                             |                             |                             |
|  | 15º               | Guarapuava        | 1                 | 1                 |                |             |                            |                            |                            |  |          |                     |                     |                     |  |        |                             |                             |                             |                             |                             |
|  | 15º               | Guarapuava        | 1                 | 1                 |                | Copagril    | 6                          | 6                          |                            |  |          |                     |                     |                     |  |        |                             |                             |                             |                             |                             |
|  |                   |                   |                   |                   |                | Copagril    | 6                          | 6                          |                            |  |          |                     |                     |                     |  |        |                             |                             |                             |                             |                             |
|  |                   | Floripa Futsal    | 3                 | 5                 |                |             |                            |                            |                            |  |          |                     |                     |                     |  |        |                             |                             |                             |                             |                             |
|  | 6º                | Floripa Futsal    | 3                 | 5                 | Carlos Barbosa | 4           | 1 (1)                      |                            |                            |  |          |                     |                     |                     |  |        |                             |                             |                             |                             |                             |
|  | 6º                |                   |                   |                   | Carlos Barbosa | 4           | 1 (1)                      |                            |                            |  |          |                     |                     |                     |  |        |                             |                             |                             |                             |                             |
|  | 11º               | Floripa Futsal    | 2                 | 2 (1) (2)         |                |             |                            |                            |                            |  |          |                     |                     |                     |  |        |                             |                             |                             |                             |                             |
|  | 11º               | Floripa Futsal    | 2                 | 2 (1) (2)         |                |             |                            |                            |                            |  | Copagril | 2                   | 1 (0)               |                     |  |        |                             |                             |                             |                             |                             |
|  |                   |                   |                   |                   |                |             |                            |                            |                            |  | Copagril | 2                   | 1 (0)               |                     |  |        |                             |                             |                             |                             |                             |
|  |                   | Magnus            | 1                 | 2 (0) (2)         |                |             |                            |                            |                            |  |          |                     |                     |                     |  |        |                             |                             |                             |                             |                             |
|  | 1º                | Magnus            | 1                 | 2 (0) (2)         | Intelli        | 0           | 4 (1)                      |                            |                            |  |          |                     |                     |                     |  |        |                             |                             |                             |                             |                             |
|  | 1º                |                   |                   |                   | Intelli        | 0           | 4 (1)                      |                            |                            |  |          |                     |                     |                     |  |        |                             |                             |                             |                             |                             |
|  | 16º               | Minas             | 2                 | 2 (0)             |                |             |                            |                            |                            |  |          |                     |                     |                     |  |        |                             |                             |                             |                             |                             |
|  | 16º               | Minas             | 2                 | 2 (0)             |                | Intelli     | 1                          | 2                          |                            |  |          |                     |                     |                     |  |        |                             |                             |                             |                             |                             |
|  |                   |                   |                   |                   |                | Intelli     | 1                          | 2                          |                            |  |          |                     |                     |                     |  |        |                             |                             |                             |                             |                             |
|  |                   | Magnus            | 4                 | 2                 |                |             |                            |                            |                            |  |          |                     |                     |                     |  |        |                             |                             |                             |                             |                             |
|  | 7º                | Magnus            | 4                 | 2                 | Jaraguá        | 0           | 2                          |                            |                            |  |          |                     |                     |                     |  |        |                             |                             |                             |                             |                             |
|  | 7º                |                   |                   |                   | Jaraguá        | 0           | 2                          |                            |                            |  |          |                     |                     |                     |  |        |                             |                             |                             |                             |                             |
|  | 10º               | Magnus            | 4                 | 4                 |                |             |                            |                            |                            |  |          |                     |                     |                     |  |        |                             |                             |                             |                             |                             |
|  | 10º               | Magnus            | 4                 | 4                 |                |             |                            |                            |                            |  |          |                     |                     |                     |  | Magnus | 2                           | 2                           |                             |                             |                             |
|  |                   |                   |                   |                   |                |             |                            |                            |                            |  |          |                     |                     |                     |  | Magnus | 2                           | 2                           |                             |                             |                             |
|  |                   | Corinthians       | 3                 | 5                 |                |             |                            |                            |                            |  |          |                     |                     |                     |  |        |                             |                             |                             |                             |                             |
|  | 4º                | Corinthians       | 3                 | 5                 | Joinville      | 3           | 3                          |                            |                            |  |          |                     |                     |                     |  |        |                             |                             |                             |                             |                             |
|  | 4º                |                   |                   |                   | Joinville      | 3           | 3                          |                            |                            |  |          |                     |                     |                     |  |        |                             |                             |                             |                             |                             |
|  | 13º               | São José          | 3                 | 2                 |                |             |                            |                            |                            |  |          |                     |                     |                     |  |        |                             |                             |                             |                             |                             |
|  | 13º               | São José          | 3                 | 2                 |                | Joinville   | 3                          | 1 (0) (4)                  |                            |  |          |                     |                     |                     |  |        |                             |                             |                             |                             |                             |
|  |                   |                   |                   |                   |                | Joinville   | 3                          | 1 (0) (4)                  |                            |  |          |                     |                     |                     |  |        |                             |                             |                             |                             |                             |
|  |                   | Assoeva           | 2                 | 2 (0) (5)         |                |             |                            |                            |                            |  |          |                     |                     |                     |  |        |                             |                             |                             |                             |                             |
|  | 8º                | Assoeva           | 2                 | 2 (0) (5)         | Assoeva        | 1           | 3                          |                            |                            |  |          |                     |                     |                     |  |        |                             |                             |                             |                             |                             |
|  | 8º                |                   |                   |                   | Assoeva        | 1           | 3                          |                            |                            |  |          |                     |                     |                     |  |        |                             |                             |                             |                             |                             |
|  | 9º                | Concórdia         | 1                 | 1                 |                |             |                            |                            |                            |  |          |                     |                     |                     |  |        |                             |                             |                             |                             |                             |
|  | 9º                | Concórdia         | 1                 | 1                 |                |             |                            |                            |                            |  | Assoeva  | 1                   | 2                   |                     |  |        |                             |                             |                             |                             |                             |
|  |                   |                   |                   |                   |                |             |                            |                            |                            |  | Assoeva  | 1                   | 2                   |                     |  |        |                             |                             |                             |                             |                             |
|  |                   | Corinthians       | 1                 | 5                 |                |             |                            |                            |                            |  |          |                     |                     |                     |  |        |                             |                             |                             |                             |                             |
|  | 5º                | Corinthians       | 1                 | 5                 | Corinthians    | 5           | 4                          |                            |                            |  |          |                     |                     |                     |  |        |                             |                             |                             |                             |                             |
|  | 5º                |                   |                   |                   | Corinthians    | 5           | 4                          |                            |                            |  |          |                     |                     |                     |  |        |                             |                             |                             |                             |                             |
|  | 12º               | Umuarama          | 1                 | 2                 |                |             |                            |                            |                            |  |          |                     |                     |                     |  |        |                             |                             |                             |                             |                             |
|  | 12º               | Umuarama          | 1                 | 2                 |                | Corinthians | 2                          | 7                          |                            |  |          |                     |                     |                     |  |        |                             |                             |                             |                             |                             |
|  |                   |                   |                   |                   |                | Corinthians | 2                          | 7                          |                            |  |          |                     |                     |                     |  |        |                             |                             |                             |                             |                             |
|  |                   | Atlântico         | 2                 | 2                 |                |             |                            |                            |                            |  |          |                     |                     |                     |  |        |                             |                             |                             |                             |                             |
|  | 3º                | Atlântico         | 2                 | 2                 | Atlântico      | 3           | 3 (3)                      |                            |                            |  |          |                     |                     |                     |  |        |                             |                             |                             |                             |                             |
|  | 3º                |                   |                   |                   | Atlântico      | 3           | 3 (3)                      |                            |                            |  |          |                     |                     |                     |  |        |                             |                             |                             |                             |                             |
|  | 14º               | Marreco           | 5                 | 2 (0)             |                |             |                            |                            |                            |  |          |                     |                     |                     |  |        |                             |                             |                             |                             |                             |

## Final

#### Primeiro jogo
| 05/12/2016 | Magnus | 2 – 3 | Corinthians |  |
| 19:00      |        |       |             |  |

#### Segundo jogo
| 12/12/2016 | Corinthians | 5 – 2 | Magnus |  |
| 19:45      |             |       |        |  |

## Premiação

### Campeão
| Liga Nacional de Futsal de 2016             |
| São Paulo                                   |
| ------------------------------------------- |
| Sport Club Corinthians Paulista (1º título) |

## Estatísticas da Temporada
| Gols | Jogador        | Time           |
| ---- | -------------- | -------------- |
| 14   | Xuxa           | Joinville      |
| 13   | Rodrigo        | Magnus         |
| 13   | Daniel Feitosa | Guarapuava     |
| 12   | Deives         | Corinthians    |
| 12   | Valença        | Jaraguá        |
| 11   | Thiaguinho     | Assoeva        |
| 11   | Gadeia         | Intelli        |
| 10   | Dudu           | Tubarão        |
| 10   | Rafa           | Carlos Barbosa |

| Gols | Jogador      | Time           |
| ---- | ------------ | -------------- |
| 3    | Henrique     | Cascavel       |
| 3    | Deivd        | Copagril       |
| 3    | Tiago        | Magnus         |
| 2    | Tata         | Jaraguá        |
| 2    | Djony        | Floripa Futsal |
| 1    | Baranha      | Atlântico      |
| 1    | Fiuza        | Marreco        |
| 1    | Bruno Lambão | São José       |
| 1    | Gian         | Intelli        |
| 1    | João Neto    | Concórdia      |

### Craque da Rodada
O Craque da Rodada é uma eleição realizada nas redes sociais oficiais da competição, a cada rodada do torneio sendo o jogador eleito por voto popular. O vencedor de cada rodada, se credencia para disputar o prêmio Craque do Povo, ao término do campeonato.

| Rodada           | Jogador      | Time           | Adversário     | Resultado       | Data           |
| ---------------- | ------------ | -------------- | -------------- | --------------- | -------------- |
| 1ª               | Fabio Fiuza  | Marreco        | Cascavel       | 0–0             | 15 de abril    |
| 2ª               | Galo         | Jaraguá        | ALAF           | 3–3             | 23 de abril    |
| 3ª               | Poletto      | Jaraguá        | Cascavel       | 1–0             | 3 de maio      |
| 4ª               | Fiuza        | Marreco        | Carlos Barbosa | 2–2             | 11 de maio     |
| 5ª               | Suelton      | Marreco        | Magnus         | 5–3             | 16 de maio     |
| 6ª               | Fiuza        | Marreco        | ALAF           | 1–1             | 21 de maio     |
| 7ª               | Eduardo Jabá | Copagril       | Intelli        | 1–1             | 27 de maio     |
| 8ª               | Rafa         | Carlos Barbosa | Guarapuava     | 5–4             | 3 de junho     |
| 9ª               | Rafa         | Carlos Barbosa | Magnus         | 3–1             | 10 de junho    |
| 10ª              | Pelé         | Copagril       | Atlântico      | 3–1             | 18 de junho    |
| 11ª              | Bruno        | Carlos Barbosa | Corinthians    | 4–3             | 20 de junho    |
| 12ª              | Adeirton     | Guarapuava     | Umuarama       | 1–1             | 25 de junho    |
| 13ª              | Rangel       | Marreco        | Tubarão        | 4–3             | 1 de julho     |
| 14ª              | Suita        | Carlos Barbosa | ALAF           | 3–3             | 9 de julho     |
| 15ª              | Nando        | Marreco        | São José       | 1–0             | 15 de julho    |
| 16ª              | Bruno        | Carlos Barbosa | Assoeva        | 3–1             | 2 de agosto    |
| 17ª              | Bruno[PD]    | Carlos Barbosa | Minas          | 2–2             | 8 de agosto    |
| 17ª              | Rangel[PD]   | Marreco        | Corinthians    | 1–3             | 8 de agosto    |
| 18ª              | Kevin        | Carlos Barbosa | Atlântico      | 4–5             | 23 de agosto   |
| 19ª              | Marlon       | Carlos Barbosa | Floripa Futsal | 4–1             | 26 de agosto   |
| Oitavas Ida      | Ale Falcone  | Carlos Barbosa | Floripa Futsal | 4–2             | 7 de outubro   |
| Oitavas Volta    | Suelton      | Marreco        | Atlântico      | 2–3 (0–3)       | 15 de outubro  |
| Quartas Ida      | Barbosinha   | Copagril       | Floripa Futsal | 6–3             | 22 de outubro  |
| Quartas Volta    | Pelé         | Copagril       | Floripa Futsal | 1–4 (1–1) (6–5) | 6 de novembro  |
| Semifinais Ida   | Genaro       | Assoeva        | Corinthians    | 1–1             | 13 de novembro |
| Semifinais Volta | Barbosinha   | Copagril       | Magnus         | 1–2 (0–0) (0–2) | 27 de novembro |
| Final Ida        | Leandro Lino | Corinthians    | Magnus         | 3–2             | 5 de dezembro  |
| Final Volta      | Deives       | Corinthians    | Magnus         | 5–2             | 12 de dezembro |

- PD. ^ Prêmio dividido.